# Schutten (sluis)

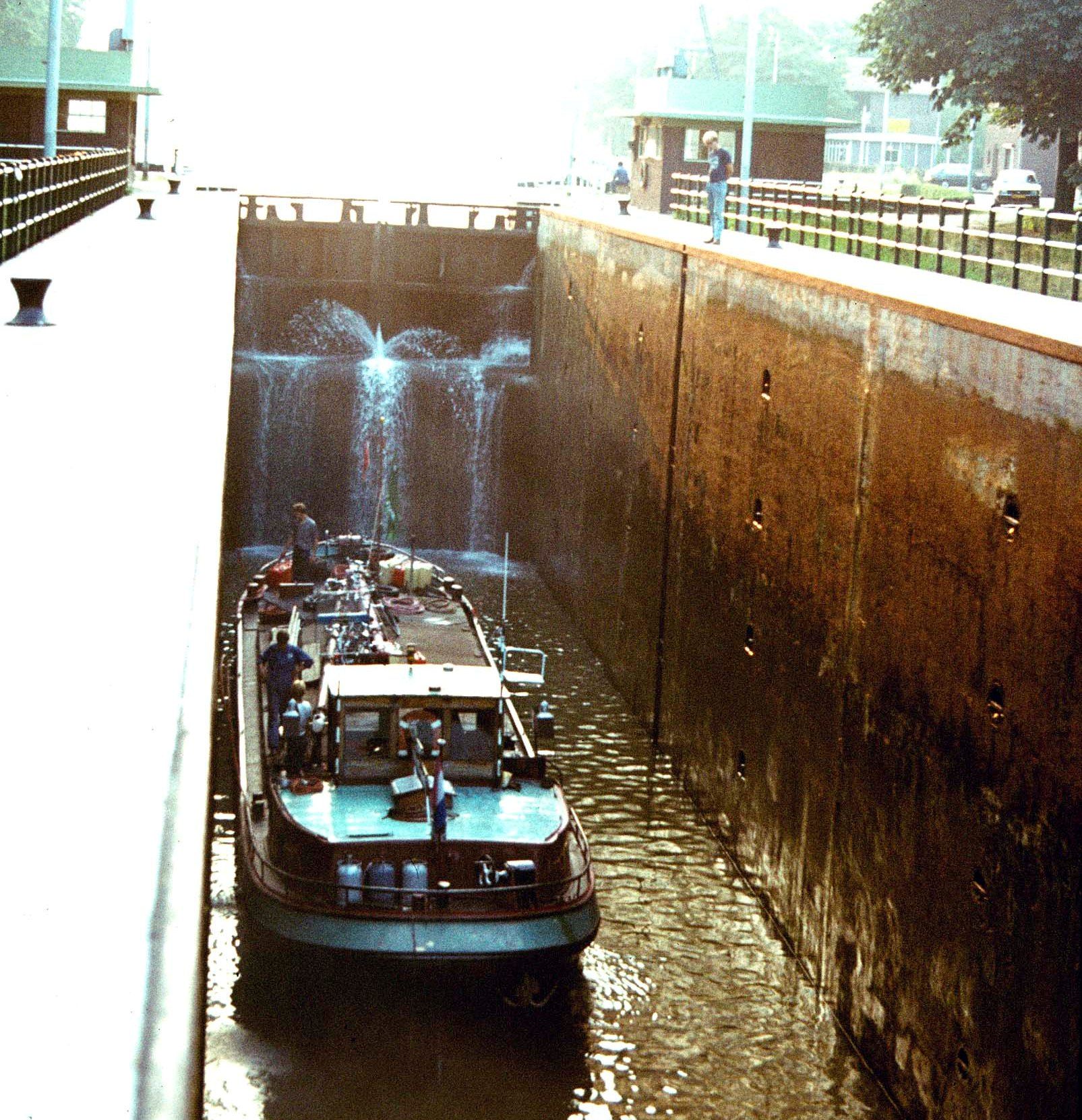
De Stella Maris in de oude sluis te Panheel

Schutten of versassen is het proces waarbij een schip door middel van een schutsluis of sas tussen twee kanaalpanden met verschillend waterniveau  wordt verplaatst. Van laag naar hoog heet opschutten, van hoog naar laag heet afschutten.
Het schutten door een sluis wordt geregeld door de sluiswachter, die ook wel sluismeester wordt genoemd. De sluismeester kan aan de schipper een verkeersaanwijzing geven als de situatie dit noodzakelijk maakt. De schipper is verplicht om aan deze verkeersaanwijzing gevolg te geven.
Om te voorkomen dat afgebroken en gezonken voorwerpen (bijvoorbeeld autobanden) de sluisdeuren blokkeren, mag een schip bij het schutten slechts voorwerpen die niet kunnen zinken als wrijfhout gebruiken.

## Bediening
Formeel kan een schip verzoeken om te worden geschut door het geven van één lange stoot gevolgd door één korte stoot en één lange stoot dan wel door roepen. Op het remmingwerk of de wachtplaats van veel schutsluizen zijn drukknoppen voor dit doel aangebracht. Dit omdat steeds meer sluizen door een bedieningspost op grote afstand van de sluis worden bediend. Om die reden wordt voor het aanroepen van de sluis meestal de marifoon gebruikt. De ontwikkeling staat echter niet stil. De aanmelding kan ook vooraf worden gedaan via het Binnenvaart Informatie en Communicatie Systeem, per computer. Als schepen via dit BICS zijn aangemeld, kunnen op de grotere sluizen de schepen efficiënt worden ingedeeld in de schutkolk, als ze zijn voorzien van een transponder van het Automatic Identification System. Met dit systeem kan de sluiswachter zien waar het schip zich bevindt en vooraf die indeling maken. Daarna kan zij de schipper melden of hij het rustig aan kan doen of voort moet maken. Schepen van 20 meter en langer en die met een blokvolume van 100 m3 en groter dienen vanaf 1 december 2014 te zijn voorzien van zo'n Inland-AIS transponder op water waar het Rijnvaartpolitiereglement geldt. In Nederland is op water waar het Binnenvaartpolitiereglement geldt de algemene AIS verplichting per 1 januari 2016 voor vaarwegen van CEMT-klasse I en hoger. Antwerpen voerde de verplichting in per 1 januari 2012.

## Schutvolgorde
De schepen moeten de sluis in volgorde van aankomst op de wachtplaats invaren. In tegenstelling tot hetgeen vaak wordt aangenomen heeft de beroepsvaart, ondanks haar economisch belang, geen voorrang ten opzichte van de pleziervaart. Wel is het verstandig er rekening mee te houden dat de beroepsvaart meestal met een veel groter schip vaart, waarbij een klein schip of jacht sterk in de problemen zou komen als zo'n schip langszij zou afmeren in de sluis. Daarom is geregeld dat een schip kleiner dan 20 meter dat tezamen met grote schepen wordt geschut de sluis invaart  ná deze grote schepen en zo mogelijk ligplaats neemt op enige afstand van een groot schip. Het beroepsmatig of recreatief varen heeft daar dus niets mee te maken.

## Voorschutting
Het recht van voorrang bij schutting op grond van artikel 6.28b, eerste lid, onder b, van het Binnenvaartpolitiereglement kan door de beheerder van een sluis worden verleend aan schepen van ambtenaren belast met toezicht of opsporing en brandweerboten die in verband met spoedeisende redenen van dienstvervulling onderweg zijn en aan schepen waaraan de bevoegde autoriteit dit recht heeft verleend. Dat betekent dat het desbetreffende schip, als het voor de sluis komt, voorrang kan vragen.
Een schip dat recht van voorrang heeft voor de doorvaart op plaatsen waar de volgorde van doorvaren is geregeld en dat van dit recht gebruik wil maken moet, teneinde dit kenbaar te maken, in Nederland een rode wimpel op het voorschip voeren, op voldoende hoogte om goed zichtbaar te zijn.

## Gezamenlijk schutten
Voor kegelschepen, schepen met gevaarlijke stoffen, gelden speciale voorschriften. Op een wachtplaats van een sluis en in een sluis moet een schip een zijwaartse afstand van ten minste 10 m in acht nemen ten opzichte van een schip dat zo'n teken voert. Zo'n schip mag een sluis niet invaren indien het tezamen met een passagiersschip zou worden geschut. Een passagiersschip mag een sluis niet invaren indien het tezamen met een schip of een samenstel, dat dit teken voert, zou worden geschut. Sommige schepen mogen alleen worden geschut zonder andere schepen in de sluis. Een ander schip mag een sluis dan niet invaren indien het tezamen met een schip of een samenstel, dat de betreffende tekens voert, zou worden geschut.
Soms kunnen drogeladingschepen ingevolge het ADN die uitsluitend containers, IBC’s, grote verpakkingen, gascontainers met meerdere elementen (MEGC), transporttanks en tankcontainers vervoeren en die de bijbehorende tekens voeren, gelijktijdig met elkaar worden geschut. De afstand tussen boeg en hek en de zijwaartse afstand van de gelijktijdig geschutte schepen bedraagt dan ten minste 10 m.

## Waterbeweging
Bij het invaren en uitvaren van een sluis en bij het bevaren van de wachtplaats moet een schip de waterbeweging zoveel beperken als nodig is om beschadiging van de sluisdeuren of andere schepen te vermijden. Een schip mag, zodra het is gemeerd en totdat het aan de beurt is om uit te varen, geen gebruik maken van zijn mechanische middelen tot voortbeweging. Dat betekent dat het verboden is de schroef van een schip in een sluis langer dan noodzakelijk in werking te hebben. Met enige regelmaat komen jachten in de problemen als een binnenschip tegen dit verbod zondigt. Of er wordt al  ingevaren terwijl een groot schip nog niet vast ligt of  een jacht heeft al losgegooid terwijl een groot schip nog moet uitvaren.

## Het schutproces

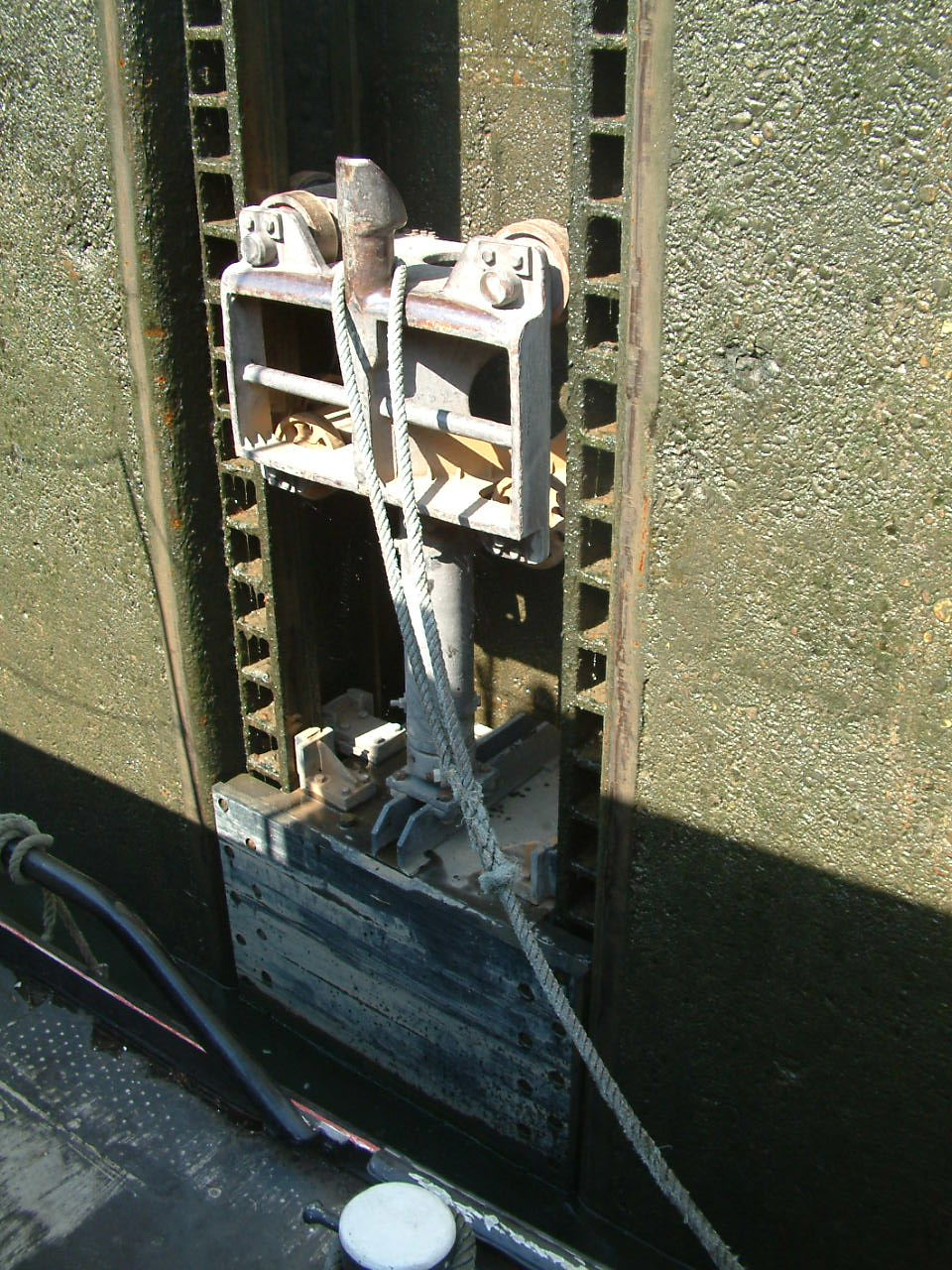
Een drijvend bolder

Bij het opschutten is het van belang te weten of het water de bolders of kikkers van het schip hoger dan de wal zal brengen. In dat geval moet tijdig worden gevierd. Bij het afschutten komt het met enige regelmaat voor dat een schip zichzelf ophangt. Dan heeft de meerlijn of landvast zich vastgetrokken en viert niet meer. Het verdient aanbeveling om zulke lijnen dubbel te nemen, ook al om los te kunnen gooien van een bolder in de sluis die zich inmiddels enkele meters boven het schip kan bevinden. Voor het geval dat een lijn snel moet worden doorgezaagd kan van tevoren op het punt waar het oog in de lijn wordt gesplitst een takeling of stukje tape aan worden gebracht, zodat bij het op die plaats doorzagen maar een klein stukje van de oogsplits verloren gaat.
Sommige sluizen hebben drijvende bolders, waarbij niet telkens behoeft te worden overgepakt.

## Attractie
Het schutproces moet geleerd worden. Beginnende schippers van voornamelijk recreatievaartuigen ervaren het schutten als zeer enerverend. Vooral op drukke dagen met mooi weer kunnen toeschouwers op de sluis zich vermaken met de fouten die bij het schutten worden gemaakt en het bijbehorend taalgebruik. Bekende plaatsen in dit verband zijn de sluizen van Spaarndam, Blokzijl, Loenen aan de Vecht en Muiden, waar toeschouwers zelfs een terras naast de sluis ter beschikking hebben. Rijkswaterstaat heeft in het hoogseizoen op drukke sluizen stewards in dienst die onder andere beginnende schippers ondersteunen bij het schutten.